# Maurice Delbouille
Maurice Delbouille (Luik, 26 januari 1903 - Chênée, 30 oktober 1984) was een Belgische taalkundige en Waals militant.

## Levensloop
Hij was docent aan de Université de Liège van 1929 tot 1973. In 1939 werd hij verkozen in de Koninklijke Academie van de Franse taal en letterkunde van België.
Hij werd politiek actief voor de POB en vervolgens de PSB. Voor deze partij werd hij in 1938 verkozen tot gemeenteraadslid van Chênée, waar hij van 1939 tot 1941 schepen en van 1941 tot 1970 burgemeester was. Tijdens de Tweede Wereldoorlog bestreed hij in deze functie het idee van een Groot Luik dat de bezetter wilde opdringen.
Na de oorlog zetelde hij van 1946 tot 1947 als gecoöpteerd senator in de Belgische Senaat. In 1946 werd hij echter verdacht van incivisme tijdens de Tweede Wereldoorlog omwille van zijn nauwe relatie tot Hendrik De Man, de partijleider van de BWP-POB die met de Duitsers collaboreerde, en werd hij verplicht zijn mandaat terug te geven aan zijn partij. Hij verdedigde zich in deze zaak aan de hand van bewijzen van zijn burgerzin en van zijn houding tegenover de weerstand, maar werd pas terug actief in de nationale politiek in 1958. Van 1958 tot 1965 zetelde hij dan opnieuw in de Senaat: van 1958 tot 1961 als provinciaal senator voor de provincie Luik en van 1961 tot 1965 als rechtstreeks gekozen senator voor het arrondissement Luik.
Hij was verslaggever op het Waals nationaal Congres van 1945 en werd een voorstander van een federalisme met drie in België (Vlaanderen, Wallonië, Brussel). Hij nam deel en voerde het woord op het 10e Waals nationaal Congres in Charleroi, waar hij zich verzette tegen de Brusselse afgevaardigden die zich opwierpen als francofielen voor alles, zoals Marcel-Hubert Grégoire:  Les Wallons de Bruxelles sont venus ici avec tous les défauts des Bruxellois: ils veulent imposer leur volonté.
In de Senaat was hij lid van de Waals parlementaire groep en legde in 1947 mede het voorstel neer tot grondwetsherziening van Marcel-Hubert Grégoire. In 1947 ondertekende hij ook La Wallonie en alerte waar verschillende personaliteiten uit de academische wereld vroegen om de aanpassing van het aantal parlementszetels aan de cijfers van de volkstelling uit te stellen. Hierdoor zou immers de Waalse parlementaire vertegenwoordiging in het Belgisch parlement slinken.
Hij was ook ondertekenaar van het Akkoord Schreurs-Couvreur in 1952 en was voorzitter van het laatste Congrès national wallon na de dood van Joseph Merlot in 1959. Hij schreef daarnaast ook het Adresse au roi van de Vereniging van Waalse socialistische mandatarissen in Saint-Servais op 13 januari 1961 te midden van de nationale staking van 1960-1961, waarin werd opgekomen voor zelfbeschikking van Wallonië. Met André Renard sticht hij het Mouvement populaire wallon, die voortkwam uit de staking van de eeuw. Hij nam actief deel aan het Waals Petitionnement en ondertekende in 1976 de Nouvelle lettre au roi pour un vrai fédéralisme van Fernand Dehousse, Jean Rey en Marcel Thiry.